# Caponago
Caponago é uma comuna italiana da região da Lombardia, província de Monza e Brianza, com cerca de 4.850 habitantes. Estende-se por uma área de 5 km², tendo uma densidade populacional de 959 hab/km². Faz fronteira com Agrate Brianza, Cambiago, Pessano con Bornago, Carugate.

## Demografia
| Variação demográfica do município entre 1861 e 2011                               |
|                                                                                   |
| Fonte: Istituto Nazionale di Statistica (ISTAT) - Elaboração gráfica da Wikipedia |